# Leptogenys angusta
Leptogenys angusta es una especie de hormiga del género Leptogenys, subfamilia Ponerinae. Fue descrita por Forel en 1892.

## Distribución
Se encuentra en Madagascar.